# Filippo Berra
Filippo Berra (Udine, 16 febbraio 1995) è un calciatore italiano, difensore del Benevento.

## Carriera

### Club
Dal 2003 al 2005 ha giocato nei dilettanti friulani del Moimacco; in seguito, dal 2005 al 2014 ha giocato nel settore giovanile dell'Udinese.
Il 3 luglio 2014 viene ceduto in prestito alla Carrarese, squadra di Lega Pro. Nel corso di questa sua prima stagione da professionista gioca stabilmente da titolare, collezionando 35 presenze in campionato ed una partita in Coppa Italia Lega Pro, segnando anche un gol, il suo primo da professionista, nel pareggio casalingo per 1-1 contro la Reggiana del 30 novembre 2014.
Terminato il prestito, viene ceduto a titolo definitivo alla Pro Vercelli, formazione di Serie B, con la quale nella stagione 2015-2016 fa il suo esordio nella serie cadetta, giocandovi 13 partite. Nella stagione 2016-2017 gioca invece con maggiore regolarità, totalizzando 2 presenze in Coppa Italia e 29 presenze nel campionato di Serie B; viene riconfermato in rosa anche per la stagione 2017-2018, disputata sempre nel campionato cadetto.
Il 26 luglio 2019 viene acquistato a titolo definitivo dal Bari, club di Serie C.
Il 29 settembre 2020 si trasferisce in prestito al Pordenone.
Il 21 luglio 2021 viene ceduto a titolo definitivo al Pisa.
Il 28 luglio 2022 passa a titolo definitivo al Südtirol, in Serie B. Il 19 agosto 2023 passa a titolo definitivo al Benevento, in Serie C.

### Nazionale
Tra il 2013 ed il 2014 ha giocato in totale 5 partite con l'Under-19, 3 delle quali nelle qualificazioni agli Europei di categoria. Il 9 ottobre 2014 fa il suo esordio in Under-20, giocando gli ultimi 6 minuti della partita vinta per 2-1 contro i pari età della Polonia.
Tra il 2015 ed il 2016 ha ricevuto varie convocazioni per giocare con la B Italia.

## Statistiche

### Presenze e reti nei club
Statistiche aggiornate al 4 maggio 2025.
| Stagione            | Squadra             | Campionato          | Campionato | Campionato | Coppe nazionali | Coppe nazionali | Coppe nazionali | Coppe continentali | Coppe continentali | Coppe continentali | Altre coppe | Altre coppe | Altre coppe | Totale | Totale |
| Stagione            | Squadra             | Comp                | Pres       | Reti       | Comp            | Pres            | Reti            | Comp               | Pres               | Reti               | Comp        | Pres        | Reti        | Pres   | Reti   |
| ------------------- | ------------------- | ------------------- | ---------- | ---------- | --------------- | --------------- | --------------- | ------------------ | ------------------ | ------------------ | ----------- | ----------- | ----------- | ------ | ------ |
| 2014-2015           | Carrarese           | LP                  | 35         | 1          | CI-LP           | 1               | 0               | -                  | -                  | -                  | -           | -           | -           | 36     | 1      |
| 2015-2016           | Pro Vercelli        | B                   | 13         | 0          | CI              | 0               | 0               | -                  | -                  | -                  | -           | -           | -           | 13     | 0      |
| 2016-2017           | Pro Vercelli        | B                   | 29         | 0          | CI              | 2               | 0               | -                  | -                  | -                  | -           | -           | -           | 31     | 0      |
| 2017-2018           | Pro Vercelli        | B                   | 25         | 1          | CI              | 1               | 0               | -                  | -                  | -                  | -           | -           | -           | 26     | 1      |
| 2018-2019           | Pro Vercelli        | C                   | 33+2       | 6+1        | CI+CI-C         | 1+1             | 1+1             | -                  | -                  | -                  | -           | -           | -           | 37     | 9      |
| Totale Pro Vercelli | Totale Pro Vercelli | Totale Pro Vercelli | 100+2      | 7+1        |                 | 5               | 2               |                    | -                  | -                  |             | -           | -           | 107    | 10     |
| 2019-2020           | Bari                | C                   | 22+2       | 0          | CI-C            | 2               | 0               | -                  | -                  | -                  | -           | -           | -           | 26     | 0      |
| 2020-2021           | Pordenone           | B                   | 28         | 1          | CI              | 2               | 0               | -                  | -                  | -                  | -           | -           | -           | 30     | 1      |
| 2021-2022           | Pisa                | B                   | 5+2        | 0+1        | CI              | 1               | 0               | -                  | -                  | -                  | -           | -           | -           | 8      | 1      |
| 2022-2023           | Südtirol            | B                   | 19         | 0          | CI              | 1               | 0               | -                  | -                  | -                  | -           | -           | -           | 20     | 0      |
| 2023-2024           | Benevento           | C                   | 33+6       | 2          | CI-C            | 0               | 0               |                    | -                  | -                  |             | -           | -           | 39     | 2      |
| 2024-2025           | Benevento           | C                   | 31+1       | 2          | CI-C            | 2               | 0               | -                  | -                  | -                  | -           | -           | -           | 34     | 2      |
| Totale Benevento    | Totale Benevento    | Totale Benevento    | 64+7       | 4          |                 | 2               | 0               |                    | -                  | -                  |             | -           | -           | 73     | 4      |
| Totale carriera     | Totale carriera     | Totale carriera     | 273+13     | 12+1       |                 | 15              | 2               |                    | -                  | -                  |             | -           | -           | 301    | 15     |